# Maison d'Aspre
La maison d'Aspre est un bâtiment vaudois situé sur le territoire de la commune d'Aubonne, en Suisse.

## Histoire
En 1701, Gabriel-Henri Mestral (déjà seigneur de Lavigny et de Vullierens) achète aux autorités bernoises le clos d'Aspre « pour le prix de 39 070 florins » et y fait construire un manoir. Une année avant sa mort, il lègue le domaine en viager à son neveu Gabriel-Henri de Mestral. En 1772, Gabriel-Henri vend à son tour la propriété à son frère cadet Charles-Albert de Mestral qui la conservera jusqu'à la révolution vaudoise. En 1845, son descendant Henri Georges mettra la maison à disposition de l'Église libre du canton de Vaud comme lieu de culte. La famille Mestral conservera le domaine pendant les trois siècles suivants.
Le bâtiment, de même que l'orangerie attenante, est inscrit comme bien culturel suisse d'importance nationale.